# مانكيش
تقع ناحية مانگيش في شمال محافظة دهوك شمال العراق عند خطي طول 43,2 شرقا ودائرة عرض 36,5 شمالا، وهي مركز ناحية مانگيش (الدوسكي سابقا) وتقع على بعد 30كم عن مركز محافظة دهوك.تبلغ مساحة ناحية مانگيش (454)كم². تأسست الناحية عام 1927, حيث يتبعها (54) قرية ومن القرى التابعة لها (بروشكي وكوفلي وكوريمي وبندا ومجلمخت وبيسفكي، ديرگژنيك، كربل، وبانه سورا، وشاوريكى) وغيرها من عشرات القرى، ويحدها نهر (الخابور)من الشمال الغربي من الناحية يستفاد منه للزراعة كما يحدها نهر (سپنه‌) من الشمال يوجد في حدود الناحية (36) موقع اثري مسجل لدى مديرية اثار محافظة دهوك
بالإضافة إلى العشرات من الواقع السياحية.

## المناخ
من المعروف أن فصلي الصيف والشتاء طويلان نسبيا، فالشتاء قارص البرد وتصل درجة الحرارة فيه إلى (-9)مْ أو اقل، وفي الصيف تصل إلى (30)مْ لا أكثر وينحصر سقوط الأمطار في فصلي الشتاء والربيع وأحيانا الخريف وان للأمطار الأثر الأكبر على اقتصاديات الناحية. ونظرا لانخفاض درجات الحرارة في فصل الشتاء نجد أمطارها تسقط في العديد من الأحيان على شكل برد (الحالوب)اوثلج وان ابرد أيام الشتاء هي المعروفة بالأربعينية ومحليا تسمى ب(جلى زفستانى)وتبدأ من أول يوم عيد الميلاد في 25 كانون الأول إلى 5 شباط وغالبا ما يغطي الصقيع معظم المناطق في ليالي الشتاء.
وأما فصل الربيع الذي يبدأ مع بداية شهر نيسان إلى نهاية حزيران فيعد فصل الحركة والنشاط والسفرات حيث تلبس الأرض رداء اخضر وتتفتح الأزهار والأشجار وتختلط ألوان الطبيعة مع ألوان ملابس فتيات مانگيش الجميلات. وهو فصل الزراعة والعمل والنشاط السياحي أما فصل الخريف الذي يبدأ من شهر أيلول وينتهي في أواخر تشرين الثاني.

## المياه الجوفية
وتتمثل بالأمطار المورد المائي الأساس الذي تعتمد عليه الزراعة الشتوية، كما تؤثر على حجم تصريف المياه الجوفية والثلوج حيث تمد المياه السطحية والجوفية بجزء كبير من مياهها المياه، والمياه الجوفية حيث هناك ينابيع طبيعية وأخرى اصطناعية صغرها سكان المنطقة.

## مانگيش التسمية والتاريخ
بخصوص التسمية هناك ثلاثة اجتهادا أو أراء تفسر معناه:- أولها:- قد يكون اسمها مأخوذة كلمتي (بيت منكوشي)الكلدانين أي (بيت المجوس). ثانيها:- قد يكون الاسم مشتقا من (منكيشة) أو (منكاش) الكلدانين ومعناها(الذي لمسه)أو الذي (لمس)كناية (مارتوما)متلمذ المشرق الذي لمس جروح المسيح. ثالثها:- الذي يؤكد إن تسمية مانگيش قد تكون (بيت مخنشي)أي (محل الاجتماع)

## تطور المؤسسات الإدارية
لم يذكر وجود المؤسسات الإدارية قبل أن تكون مانكيش مركزا للناحية عام 1927 وبعدما استوجب استحداث المؤسسات الإدارية شيد مبنى للناحية وبجانب مركز للشرطة (وفي عام 2004شيد مبنى جديد لمديرية الناحية ومركز الشرطة ودار لمدير الناحية بالإضافة إلى عشرات المشاريع التي تقوم بها حكومة إقليم كردستان بعد انتفاضة آذار1991). حيث يوجد فيها الدوائر الخدمية التالية:-
1- مديرية ناحية مانگيش.
2- مصرف الرشيد /فرع مانگيش
3- رئاسة بلدية مانگيش
4- مركز شرطة مانگيش
5- شعبة زراعة مانگيش
6- مركز الصحي-الرعاية الأولية في مانگيش
7- مدرسة مانگيش الابتدائية.
8- ثانوية مانگيش.
9- روضة مانگيش.
10- مستوصف بيطري.
11- مكتب بريد واتصالات مانگيش.
بالإضافة إلى مسجدين وكنيسة واحدة ودير للراهبات والمركز الثقافي المسيحي.

## التغير السكاني
شهدت مانگيش تغيرًا سكانيًا ملحوظًا على مر العقود. أول إحصاء رسمي أُجري في عام 1947 أظهر أن عدد السكان كان 1195 نسمة. منذ ذلك الحين، تأثرت البلدة بالعديد من العوامل، مثل الهجرة الداخلية، التطورات السياسية، والتحولات الاقتصادية، مما أدى إلى زيادة تدريجية في عدد السكان.
اليوم، يُقدر عدد السكان بحوالي 3000 نسمة، مما يعكس زيادة سكانية نتيجة لتحسن الأوضاع الأمنية والاجتماعية، فضلاً عن الاستقرار النسبي في البلدة. ومع كون مانگيش بلدة مختلطة دينيًا بين المسلمين والمسيحيين (الكلدان)، فإن هذه التركيبة تشكل تحديات وفرصًا معًا.
التغيرات الديموغرافية في مانگيش تمثل أيضًا نموذجًا للأقليات الدينية في العراق، التي تواجه صعوبات وسط التحولات السياسية والأمنية في البلاد.